# Iglesia de San Esteban (Nesebar)

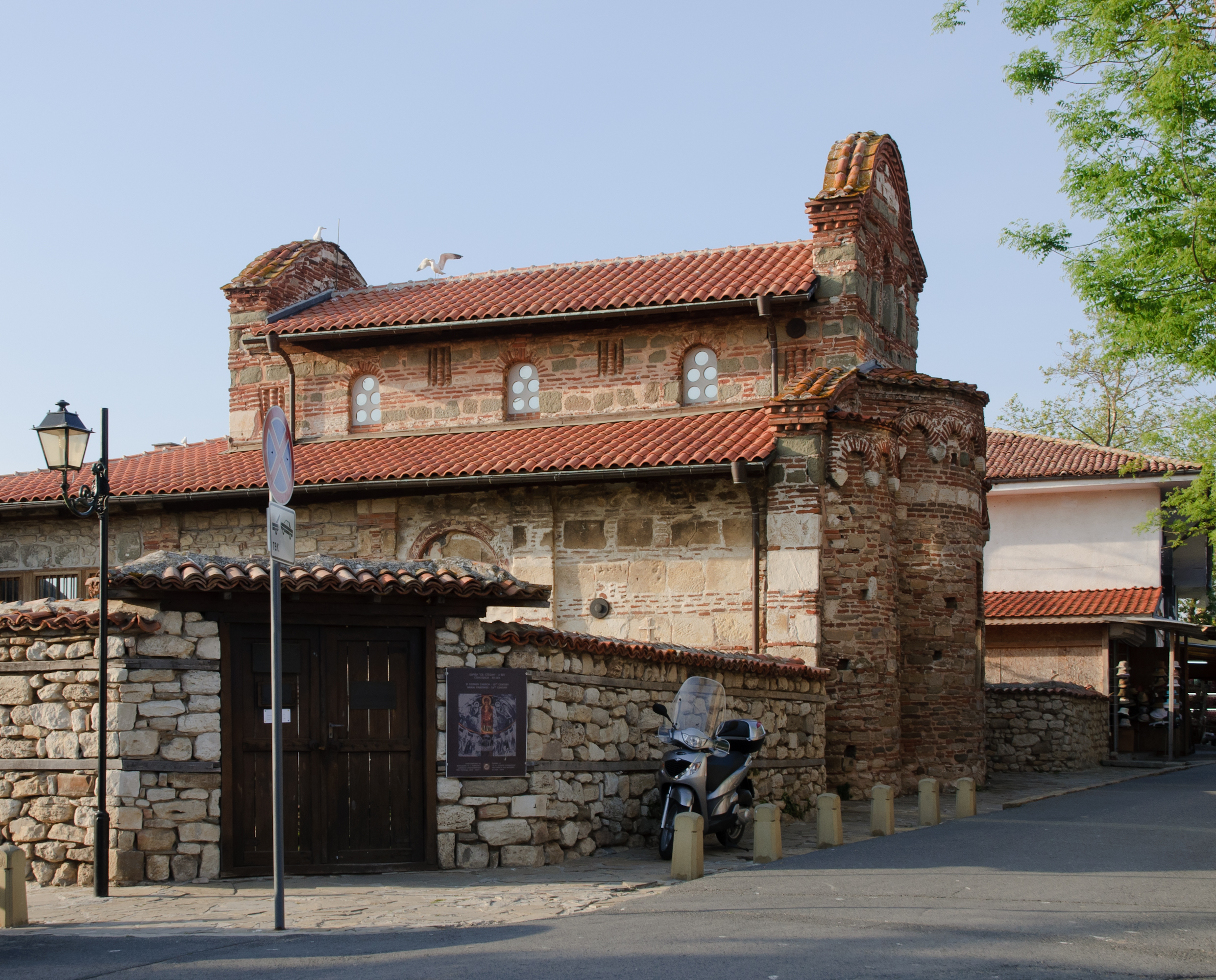
Iglesia de san Esteban

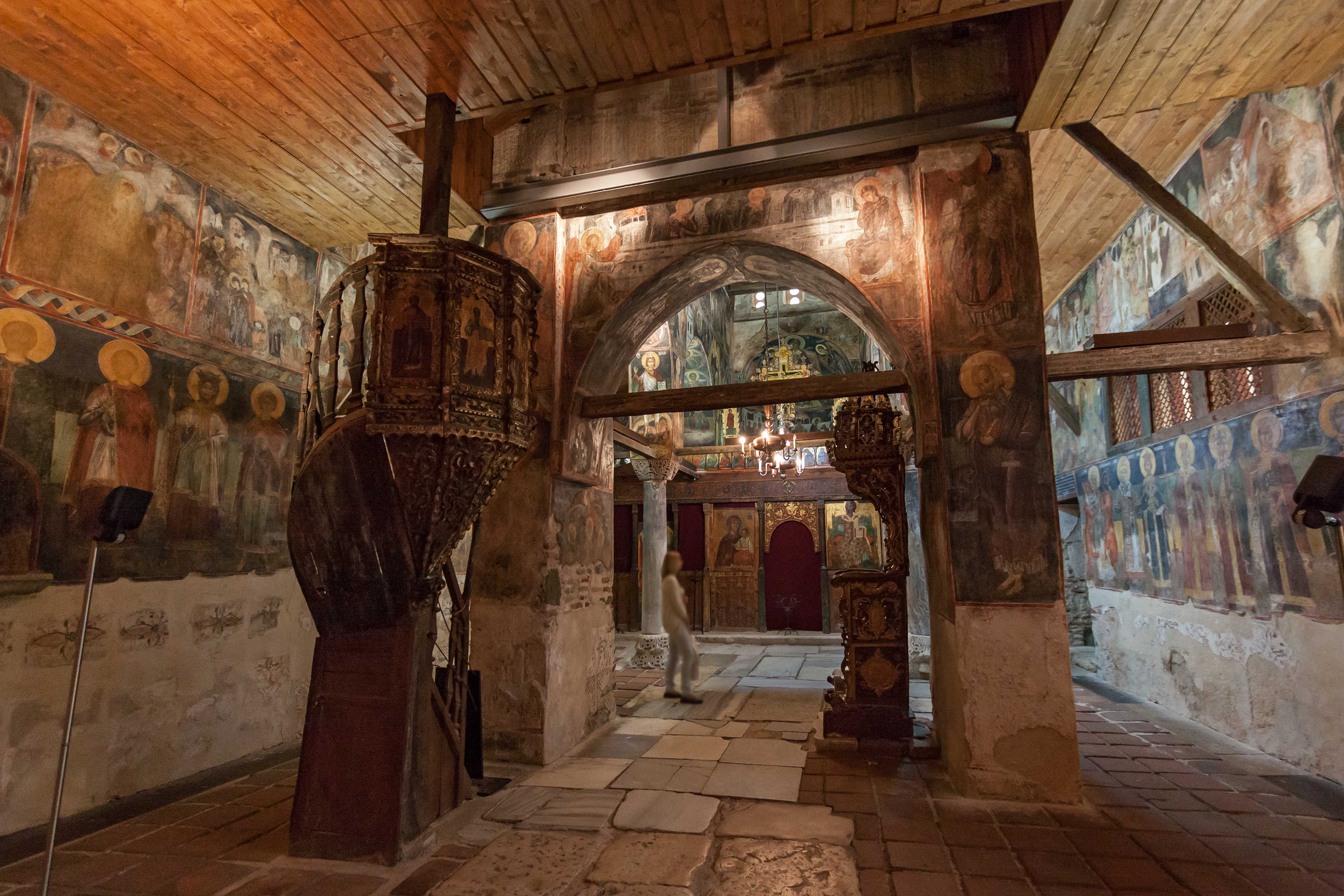
Nesebar Vista desde la puerta occidental hacia el interior de la Iglesia de San Esteban

La Iglesia de San Esteban, en  búlgaro Свети Стефан y  Sveti Stefan, es una  antigua iglesia ortodoxa de Nesebar, en Bulgaria oriental, que ahora se ha convertido en un museo. Forma parte de la reserva arquitectónica e histórica de la ciudad, que es parte del sitio del Patrimonio de la Humanidad de la UNESCO y uno de los 100 sitios turísticos nacionales. El edificio consiste en una basílica de tres naves con dimensiones en planta de 12,1 x 9,5 m, y sirvió como la iglesia catedral del centro metropolitano en la provincia de Nesebar.
La iglesia ha sido restaurada y ampliada varias veces y es difícil de datar con exactitud. La parte oriental es la más antigua y probablemente data del siglo XI. Algunos siglos más tarde la iglesia fue ampliada añadiendo una nueva estructura al oeste. El muro occidental fue demolido y se construyó el actual nártex. La iglesia tenía un techo de madera. El exterior es rico en diseño. Las fachadas este y oeste están coronadas con frontones en forma de arcos de tresbolillo. La fachada oriental es más elaborada. Comprende tres ábsides altos, el centro de los cuales se eleva por encima de los laterales. Los tres están decorados con placas de cerámica. El efecto de color se consigue mediante la mezcla de piedra y ladrillos, sin mantener ningún patrón fijo. La decoración de la fachada es la razón por la que se define esta iglesia como un ejemplo de estilo arquitectónico ornamental.

## Galería

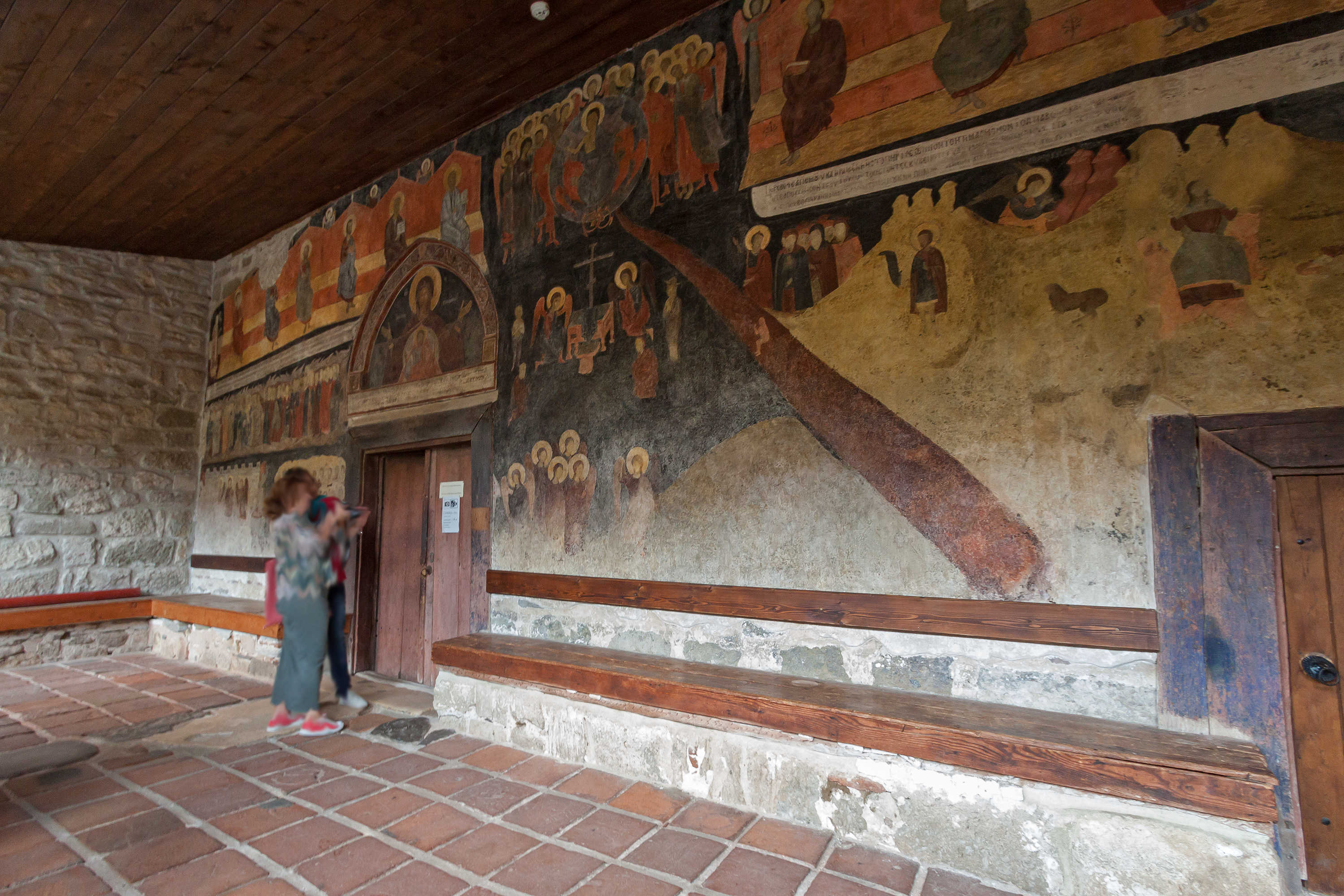
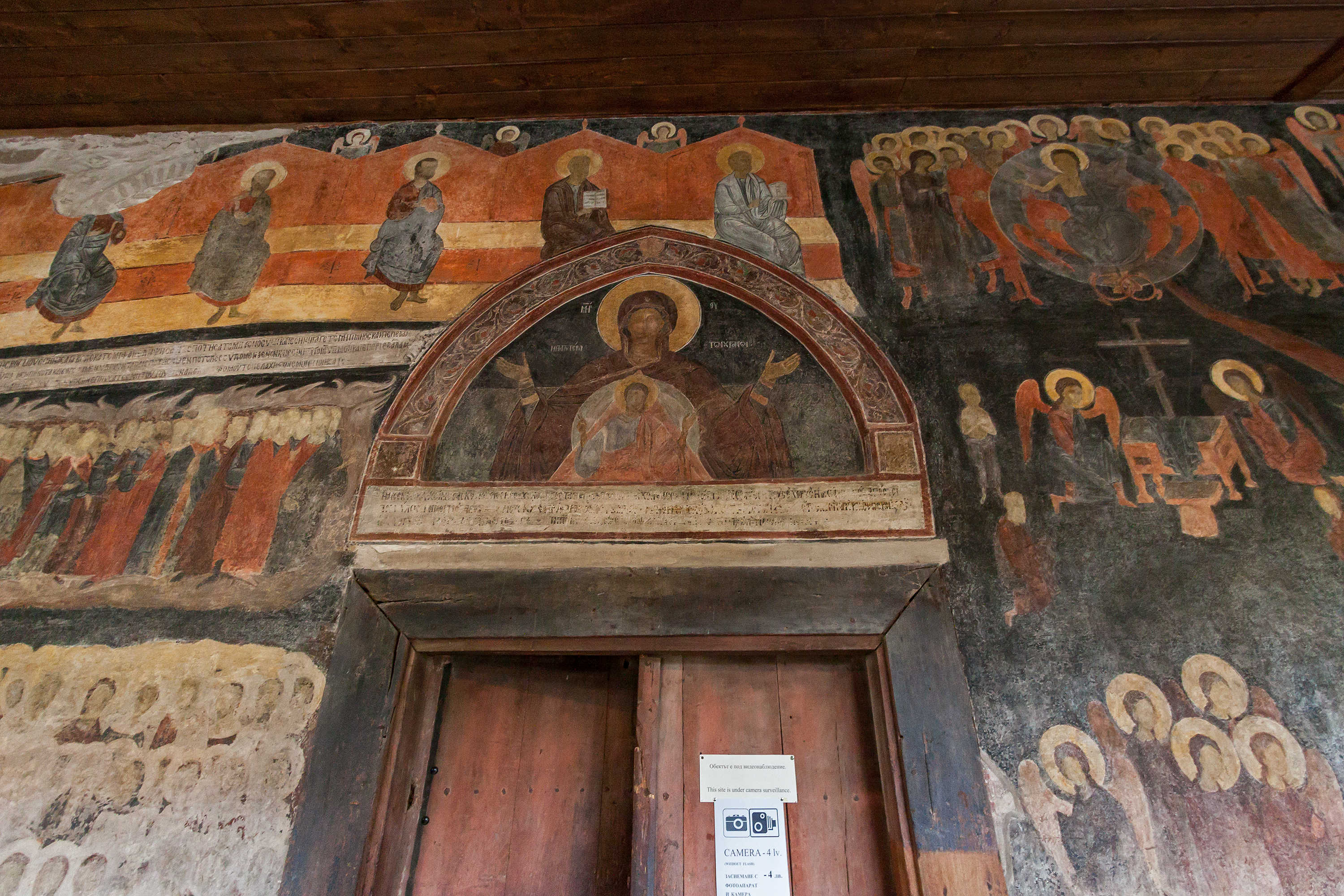
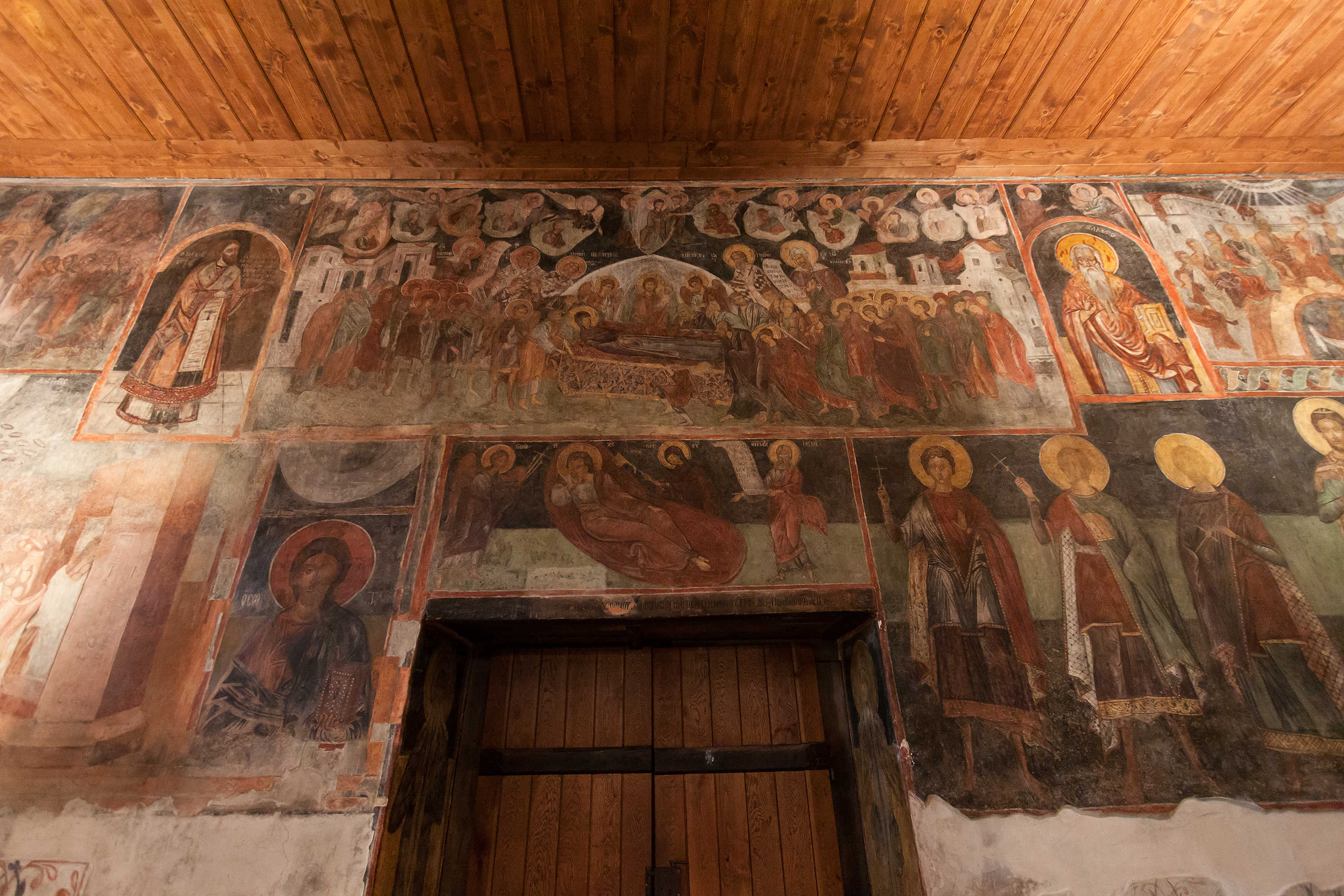
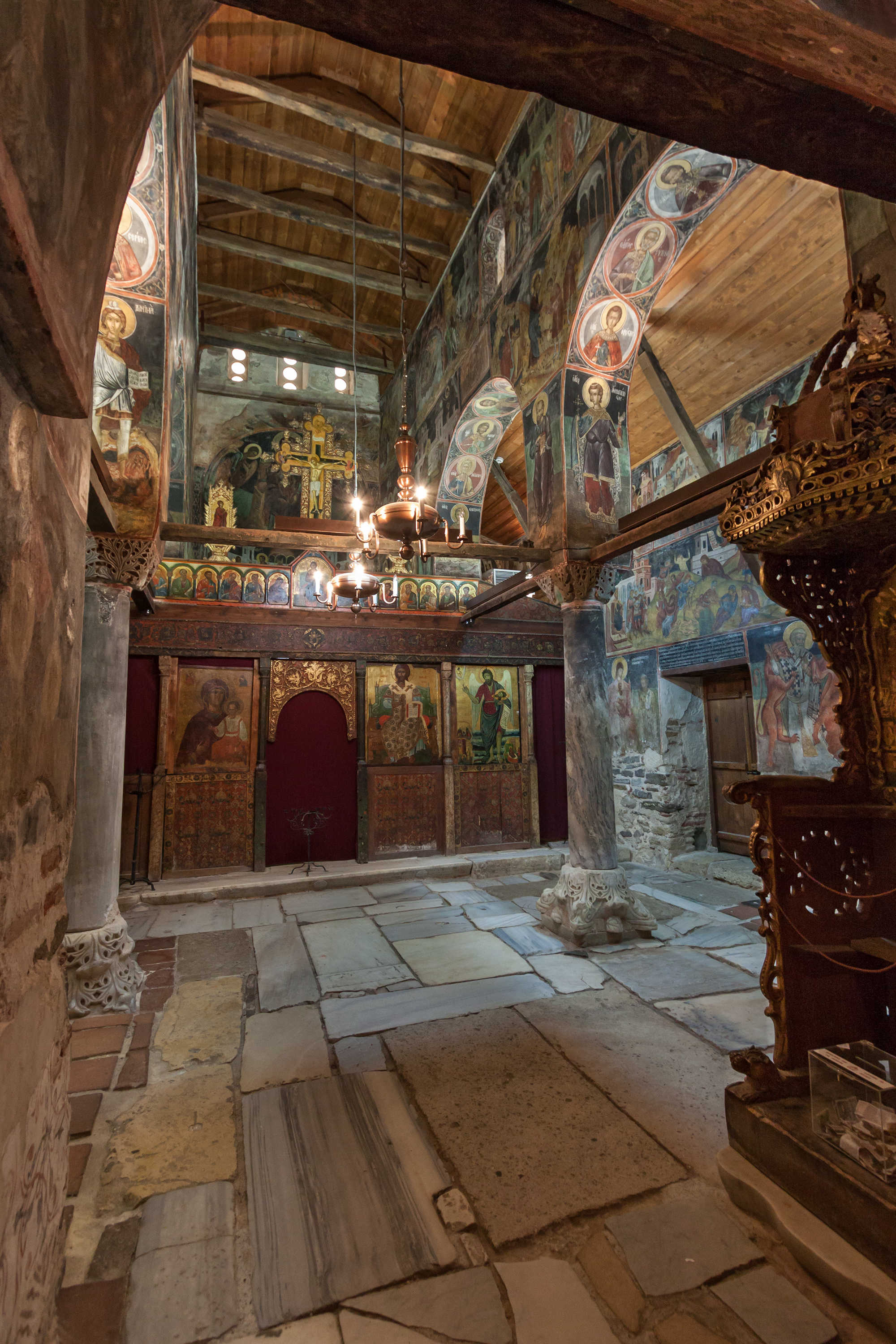
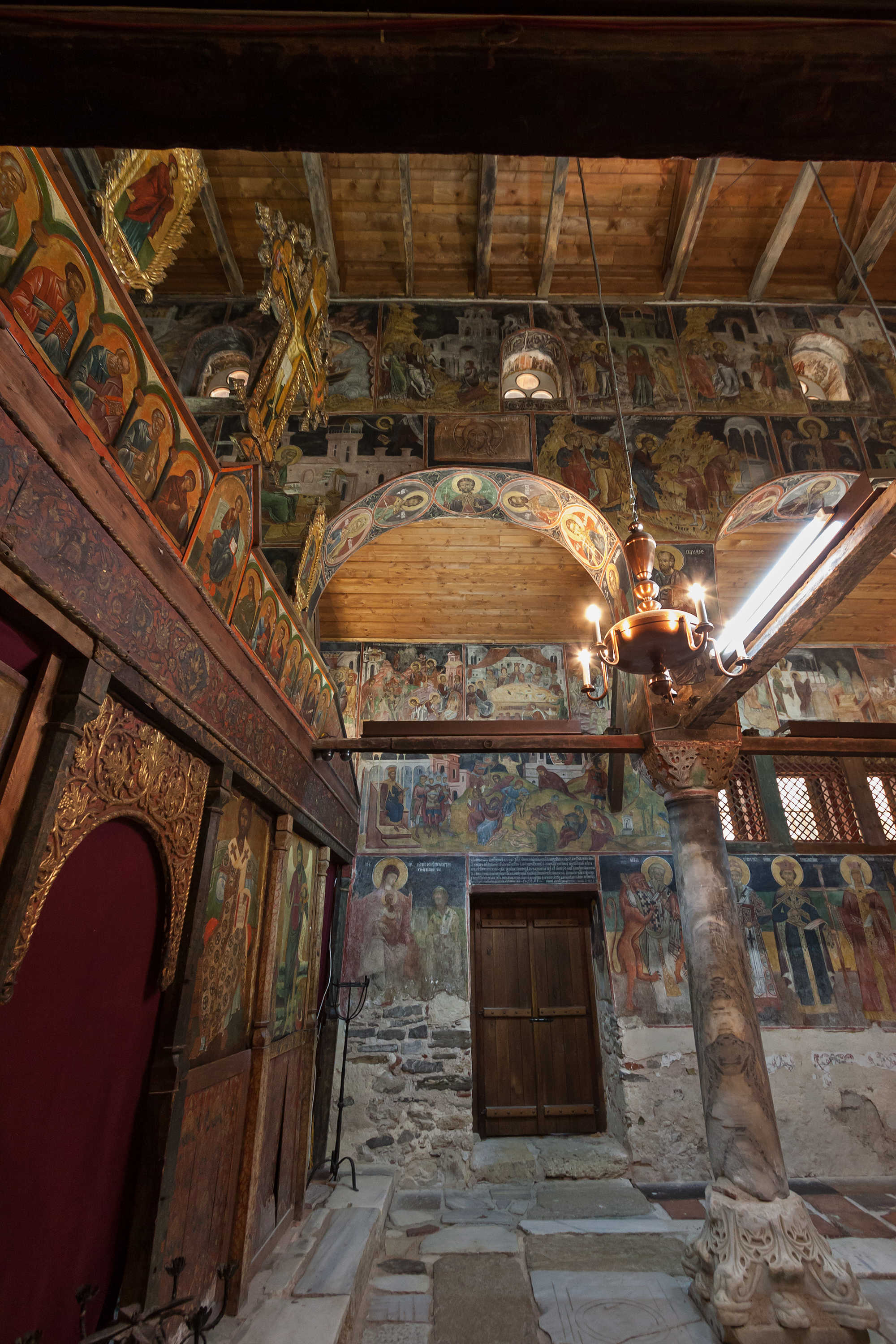
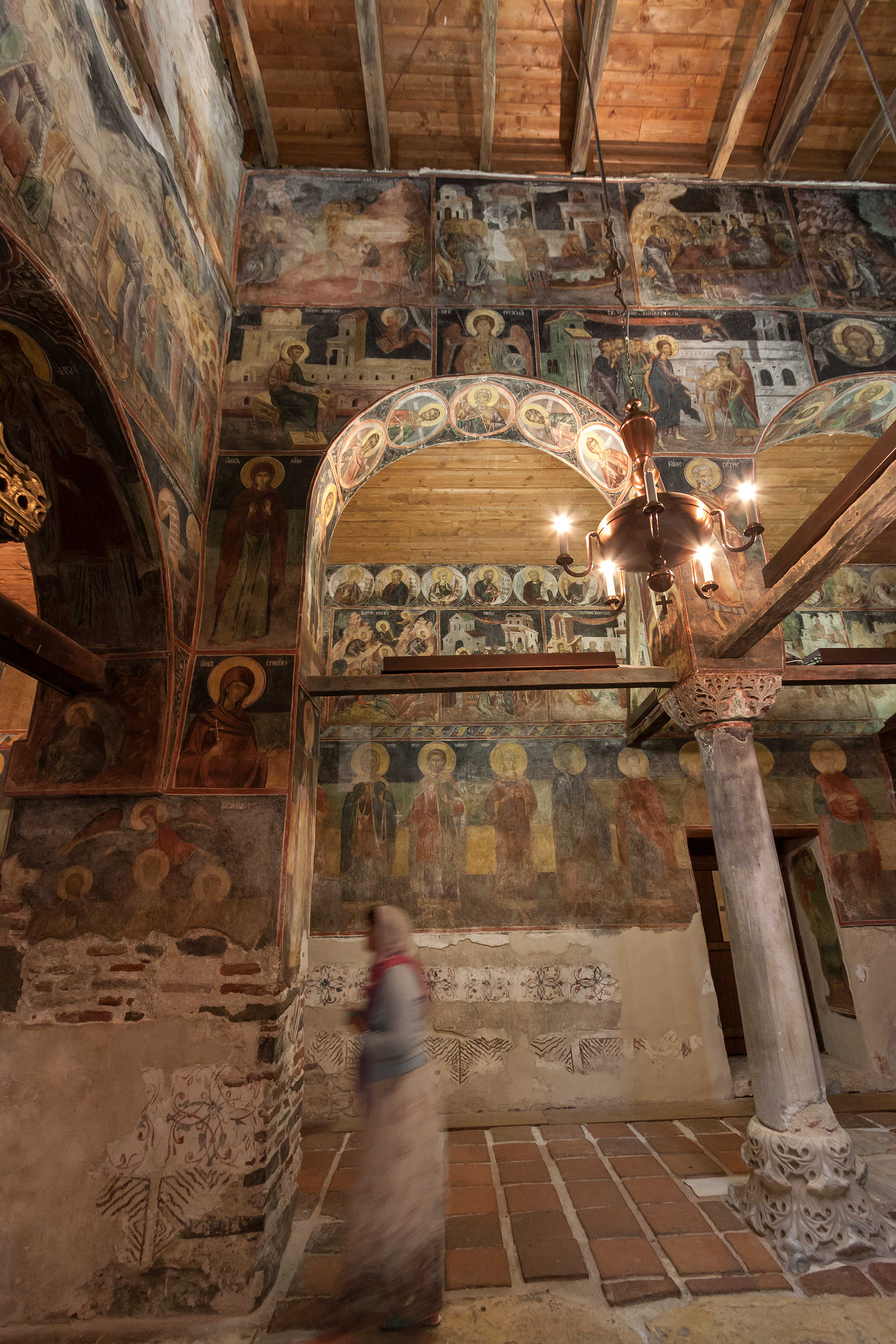
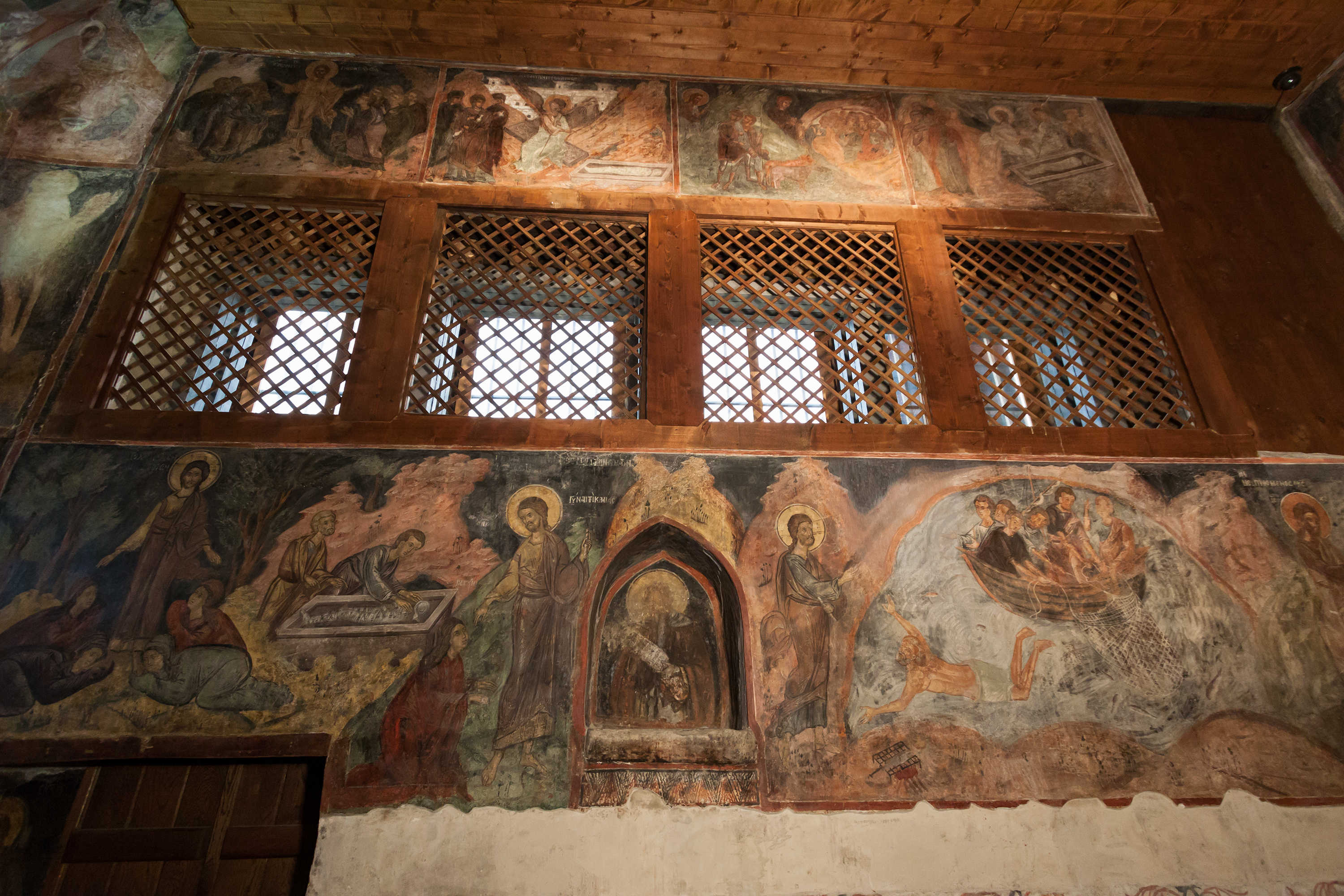
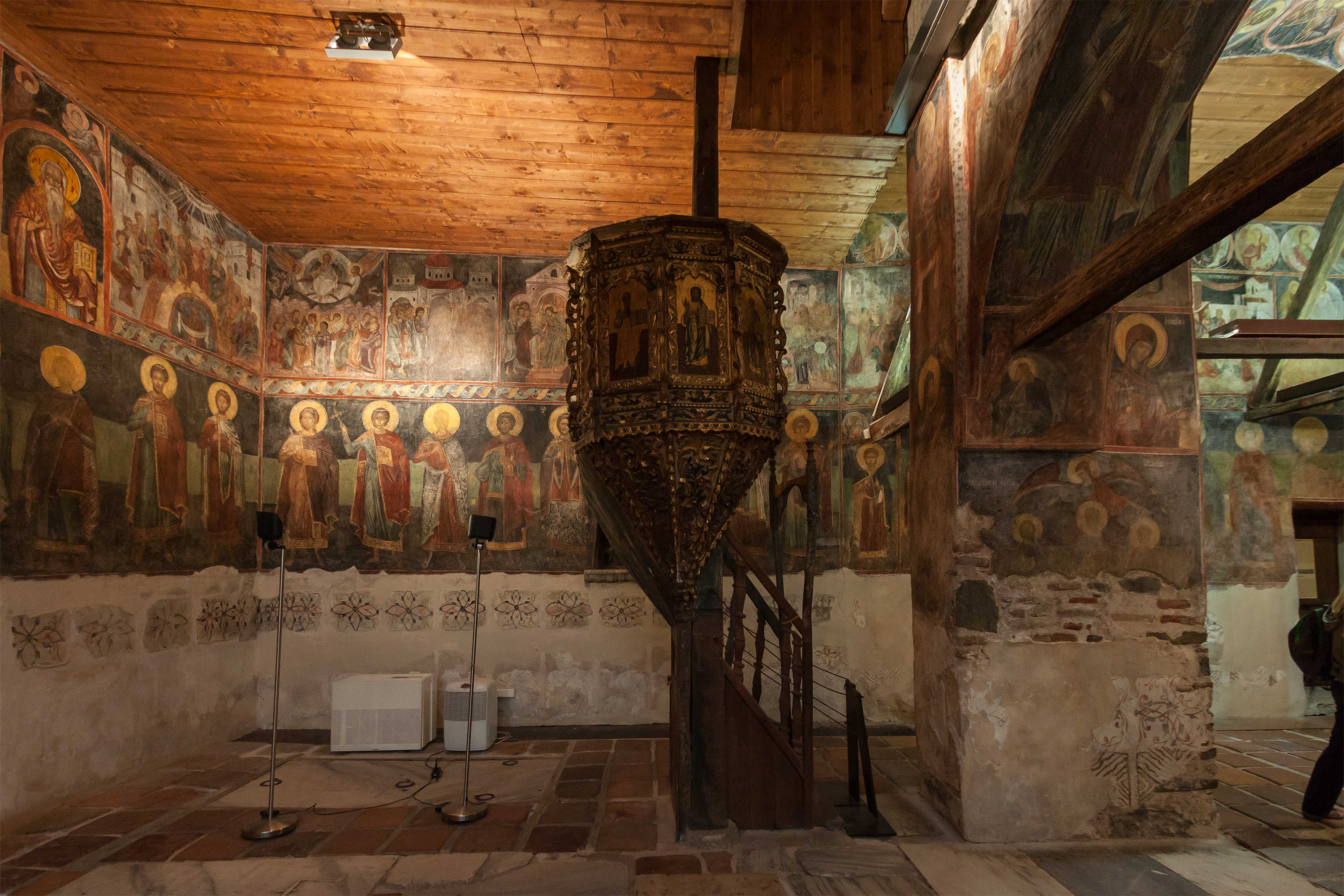
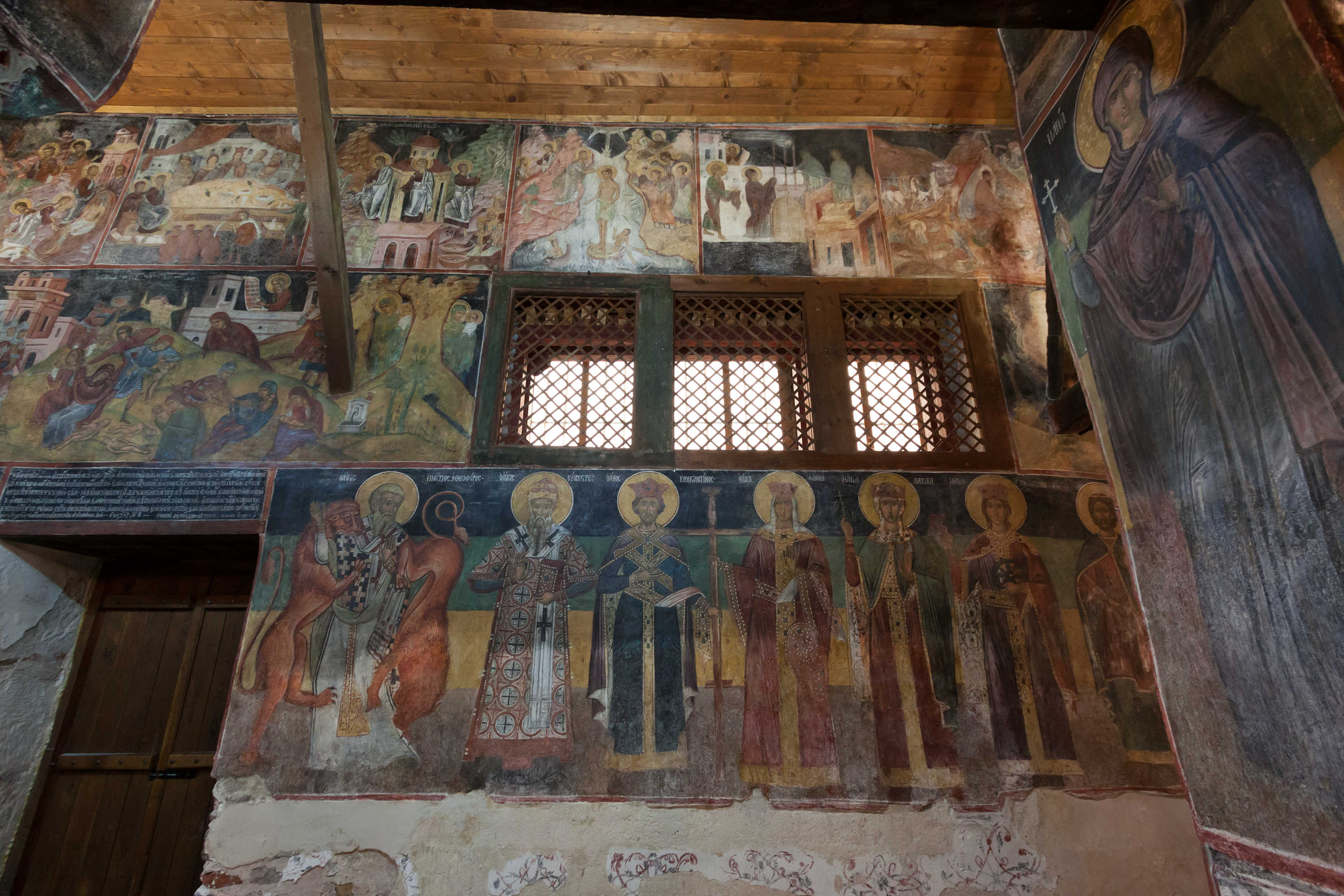

- Datos: Q3656400
- Multimedia: Church of Saint Stephen in Nesebar / Q3656400